# Protestantyzm w Alabamie

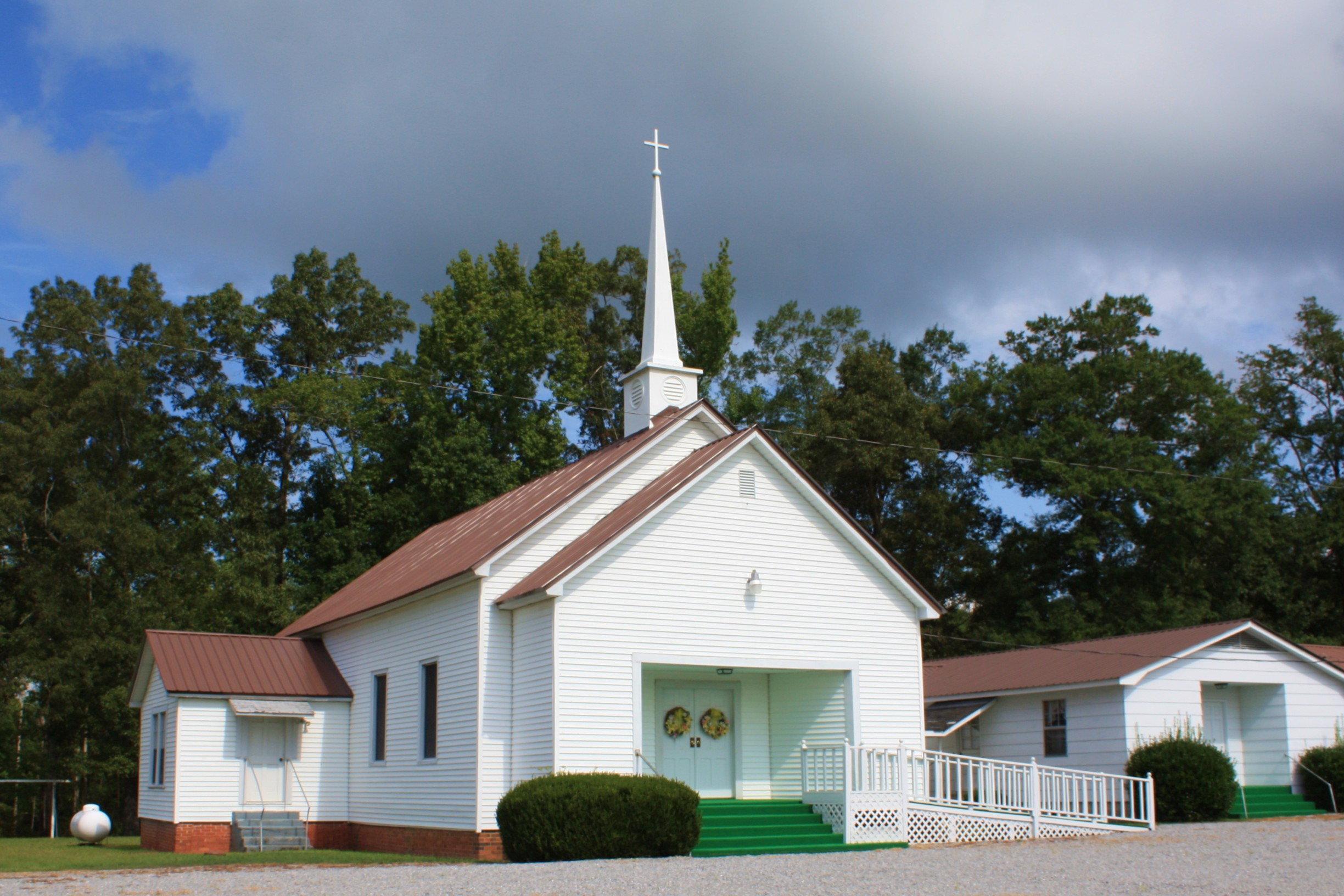
Kościół baptystów w hrabstwie Wilcox

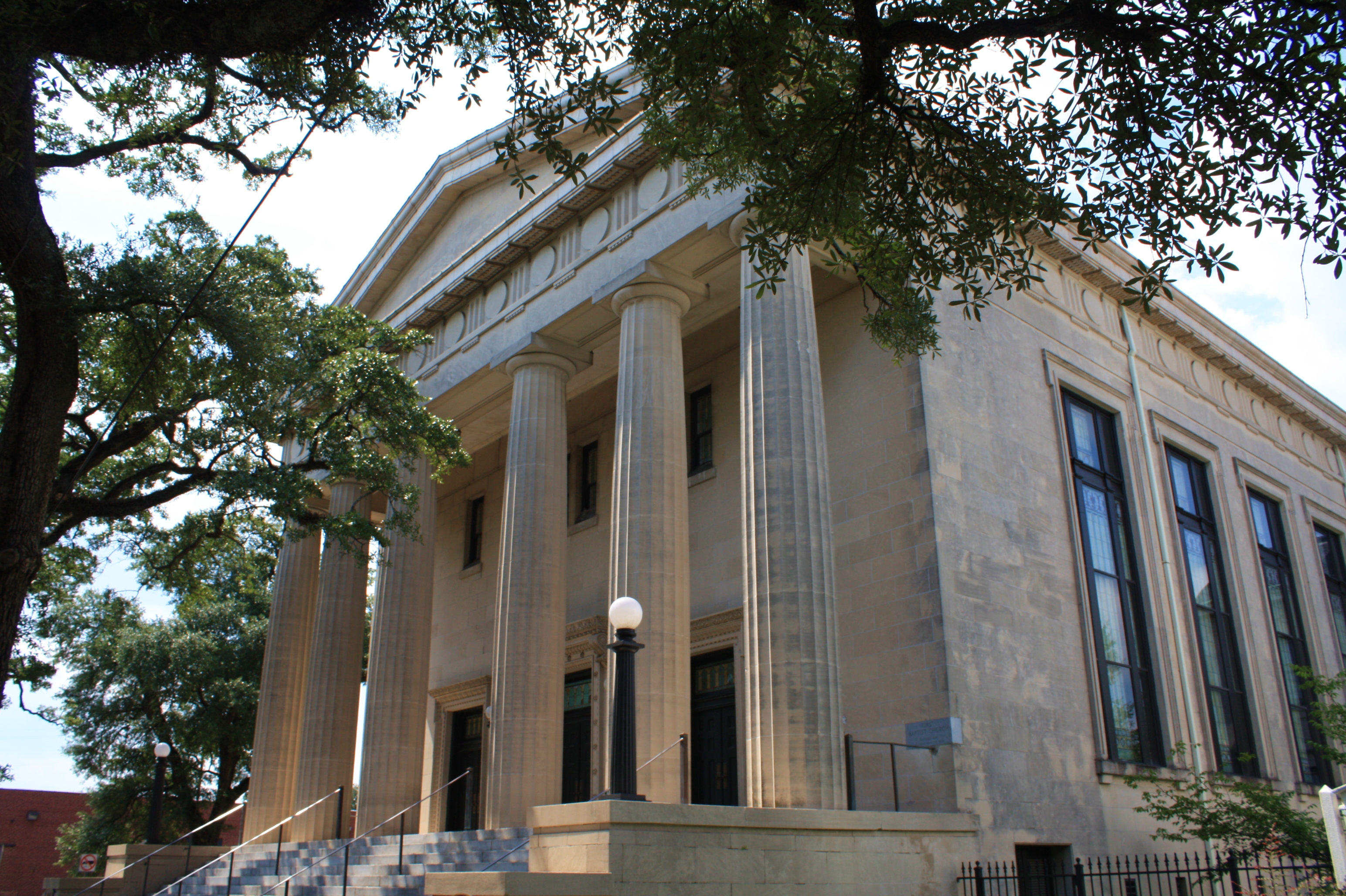
Pierwszy Kościół Baptystyczny w Mobile, założony w 1835 roku

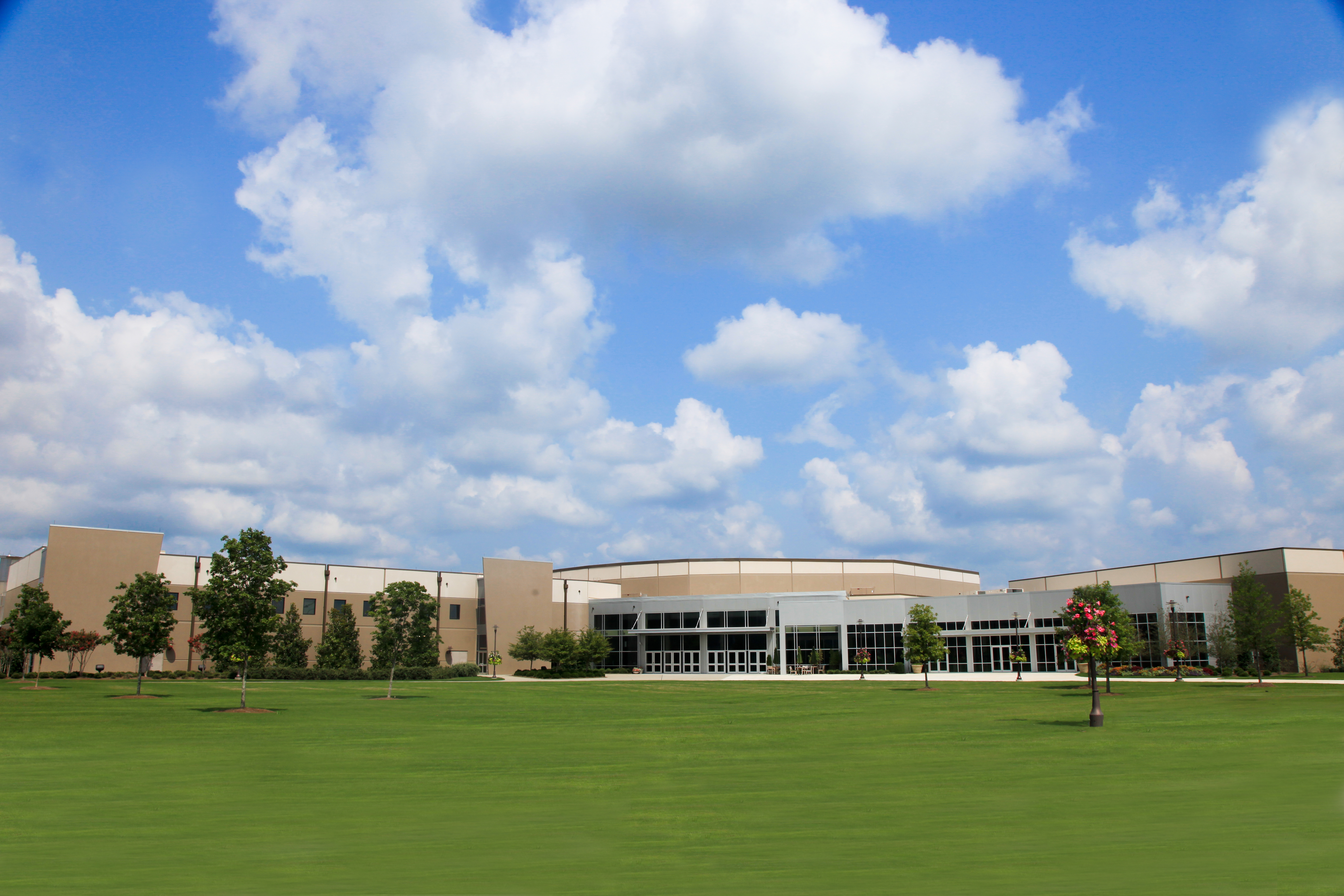
Niezależny megakościół charyzmatyczny Church of the Highlands w Birmingham

Protestantyzm w Alabamie – wyznawcy protestanckich wspólnot religijnych w amerykańskim stanie Alabama stanowią 78% ludności. Protestantyzm reprezentowany jest przez trzy główne nurty: ewangelikalizm (49%), historyczni czarni protestanci (16%) i protestanci głównego nurtu (13%). Największe wyznania stanowią: baptyści (44%), metodyści (9%), bezdenominacyjni (7%) i zielonoświątkowcy (6%). Inne mniejsze grupy to: campbellici, prezbiterianie, anglikanie, ruch uświęceniowy, adwentyści dnia siódmego, luteranie i kongregacjonaliści.
Według sondażu Pew Research Center w 2014 roku odpowiedzi mieszkańców stanu na pytania w sprawie wiary były następujące:
- 82% – „Absolutnie, na pewno wierzę w Boga”,
- 12% – „Prawie, na pewno wierzę w Boga”,
- 2% – „Niezbyt pewnie wierzę w Boga”,
- 1% – „Nie wiem czy wierzę w Boga”,
- 2% – „Nie wierzę w Boga”,
- 2% – inna odpowiedź.

## Dane statystyczne
Największe wspólnoty protestanckie w stanie Alabama według danych z 2010 roku:
| Lp. | Kościół                                             | Liczba zborów | Liczba członków | Procent ludności |
| --- | --------------------------------------------------- | ------------- | --------------- | ---------------- |
| 1.  | Południowa Konwencja Baptystyczna                   | 3324          | 1 392 363       | 29,13%           |
| 2.  | Zjednoczony Kościół Metodystyczny                   | 1274          | 295 636         | 6,19%            |
| 3.  | Bezdenominacyjni                                    | 875           | 220 938         | 4,62%            |
| 4.  | Narodowa Konwencja Baptystyczna USA                 | 382           | 175 176         | 3,66%            |
| 5.  | Kościoły Chrystusowe                                | 867           | 114 015         | 2,39%            |
| 6.  | Kościół Boży (Cleveland)                            | 387           | 86 003          | 1,8%             |
| 7.  | Zbory Boże                                          | 359           | 54 821          | 1,15%            |
| 8.  | Afrykański Kościół Metodystyczno-Episkopalny        | 294           | 48 639          | 1,02%            |
| 9.  | Kościół Episkopalny                                 | 126           | 43 697          | 0,91%            |
| 10. | Kościół Boży w Chrystusie                           | 91            | 31 298          | 0,65%            |
| 11. | Afrykański Kościół Metodystyczno-Episkopalny Syjonu | 189           | 29 300          | 0,61%            |
| 12. | Kościół Prezbiteriański w Ameryce                   | 108           | 28 009          | 0,59%            |
| 13. | Chrześcijański Kościół Metodystyczno-Episkopalny    | 183           | 27 620          | 0,58%            |
| 14. | Kościół Prezbiteriański USA                         | 147           | 26 347          | 0,55%            |
| 15. | Kościół Adwentystów Dnia Siódmego                   | 115           | 21 771          | 0,46%            |
| 16. | Narodowe Stowarzyszenie Baptystów Wolnej Woli       | 140           | 17 568          | 0,37%            |
| 17. | Zjednoczony Kościół Zielonoświątkowy                | 98            |                 |                  |
| 18. | Narodowa Misyjna Konwencja Baptystyczna             | 76            | 13 810          | 0,29%            |
| 19. | Narodowa Konwencja Baptystyczna Ameryki             | 19            | 13 740          | 0,29%            |
| 20. | Kościół Nazarejczyka                                | 116           | 13 006          | 0,27%            |
| 21. | Zielonoświątkowy Kościół Świętości                  | 51            | 10 791          | 0,23%            |
| 22. | Kościół Luterański Synodu Missouri                  | 62            | 10 290          | 0,22%            |
| 23. | Kościół Chrześcijański (Uczniowie Chrystusa)        | 56            | 8370            | 0,18%            |
| 24. | Amerykańskie Zbory Baptystyczne USA                 | 4             | 8157            | 0,17%            |
| 25. | Progresywna Narodowa Konwencja Baptystyczna         | 9             | 6936            | 0,15%            |
| 26. | Kościół Prezbiteriański Cumberland                  | 59            | 5874            | 0,12%            |
| 27. | Amerykańskie Stowarzyszenie Baptystyczne            | 32            | 5451            | 0,11%            |